# Colastes hopkinsi
Colastes hopkinsi är en stekelart som först beskrevs av William Harris Ashmead 1900.  Colastes hopkinsi ingår i släktet Colastes och familjen bracksteklar. Inga underarter finns listade i Catalogue of Life.